# Abune Matías
Abune Matías (en amárico: አቡነ ማትያስ, romanizado: Abunä Matəyas) (Agame, Provincia de Tigray, 1941 o 1942) es un religioso etíope, Abune (en ge'ez «nuestro padre», equivalente a patriarca) de la Iglesia ortodoxa etíope. Su título oficial es Patriarca-Catolicós de Etiopía, Abad de la Sede de San Tekle Haymanot y Arzobispo de Axum, el cual comparte con Abune Mercurio.

## Biografía

### Primeros años
Nació como Teklemariam Asrat en el año 1934 del calendario etíope (1941-1942 del calendario gregoriano occidental), en el distrito de Agame (Tigray). Fue ordenado diácono en 1954 por Abune Markos, arzobispo de Eritrea. En los siguientes años permaneció en el Monasterio de Chohé, en Tenbien (Tigray), donde en 1963 fue ordenado como monje y sacerdote. Abandonó el monasterio para continuar su educación en Addis Abeba, y sirvió en la Catedral de la Santísima Trinidad desde 1971 hasta 1976. 

### Inicio en el episcopado
A raíz de la entronización del patriarca Tekle Haimanot para reemplazar a Abune Tewophilos, asesinado por el régimen comunista, Teklemariam fue nombrado para servir como vicario patriarcal (Abune Kesis) del nuevo patriarca. En 1978, tras la orden de jubilación de todos los obispos vinculados al antiguo régimen imperial dada por el Derg, el patriarca Tekle Haimanot nombró a 14 nuevos obispos para llenar las vacantes dejadas por los jerarcas salientes, entre ellos Teklemariam, que fue nombrado arzobispo de Jerusalén y Tierra Santa, cargo para el que adoptó el nombre religioso de Abune Matías. 

### Exilio y retorno
A principios de 1980, el arzobispo Matías se convirtió en el primer obispo de su Iglesia en denunciar al régimen comunista Derg, motivo por el que vivió exiliado durante más de treinta años. Se estableció en Washington D. C., donde presidió la iglesia de Nuestro Salvador de Washington, y continuó transmitiendo mensajes contra el régimen del Derg en Radio Voz de América.
En 1992 Matías volvió a Etiopía tras la caída del régimen comunista. A raíz de la entronización del patriarca Abune Paulos, fue nombrado arzobispo de América del Norte. Más tarde, la arquidiócesis se dividió y Matías sirvió como arzobispo de los Estados Unidos, cuando Canadá se convirtió en una diócesis distinta. En 2009 la arquidiócesis de los Estados Unidos se dividió a su vez en tres nuevas arquidiócesis, y Abune Matías pidió regresar a su antigua arquidiócesis de Jerusalén.

### Elevación al patriarcado
El 28 de febrero de 2013 Matías fue elegido patriarca tras un largo período de sede vacante, tras el fallecimiento del Abune Paulos en 2012. Es el sexto patriarca de la Iglesia ortodoxa etíope tras su escisión de la Iglesia ortodoxa copta en 1959. La elección generó cierta polémica porque un sector de la Iglesia etíope esperaba la restauración del antiguo Abune Mercurio, depuesto en 1991 por el Frente Democrático Revolucionario del Pueblo Etíope, que lo acusó de colaboracionismo con el anterior régimen comunista. Matías fue entronizado como patriarca el 3 de marzo en la Catedral de la Santísima Trinidad de Addis Abeba.
Tras un acuerdo alcanzado el 27 de julio de 2018, Abune Mercurio, anteriormente exiliado, fue restituido y ahora es reconocido como copatriarca con Abune Matías.
| Predecesor: Abune Paulos | Patriarca-Catolicós de Etiopía 2013 - | Sucesor: En el cargo |